# Naomi Osaka
Naomi Osaka (japanska: 大坂 なおみ, Ōsaka Naomi), född 16 oktober 1997 i Chūō-ku i Osaka, är en japansk professionell tennisspelare som spelar med högerhänt dubbelfattad backhand. Hon tände också den olympiska elden för de Olympiska sommarspelen 2020 i Tokyo.
Osaka nådde förstaplatsen på världsrankingen i januari 2018, och har vunnit fyra Grand Slam-singeltitlar, av totalt sju på tour-nivå. Hon vann sin första Grand Slam i US Open 2018, där hon i finalen slog Serena Williams i två raka set. Hon vann sin andra Grand Slam i Australian Open 2019, där hon i finalen slog Petra Kvitova i 3 set. 7-6 (2), 5-7, 6-4. Sin tredje Grand Slam vann hon i US Open 2020, då hon också uppmärksammades internationellt för sin aktivism mot polisbrutalitet. Efter att ha förlorat första set mot Viktoria Azarenka vände Osaka matchen och vann med siffrorna 1-6, 6-3, 6-3. Osaka vann sin fjärde Grand Slam i Australian Open 2021, och slog amerikanskan Jennifer Brady i finalen med 6-4, 6-3.
Inför Franska öppna 2021 förklarade Osaka att hon var obekväm med mediauppbådet eftersom det störde hennes koncentration och psyke. Hon vann emellertid matchen i första omgången, men förklarade därefter att hon drar sig ur tävlingen på grund av tvånget till att behöva bemöta media. Hon säger sig ha lidit av depression sedan 2018.